# Så mycket bättre (säsong 6)
Så mycket bättre – säsong 6 var den sjätte säsongen av Så mycket bättre. Säsongen sänds liksom säsongen innan på TV4, och hade premiär 17 oktober 2015.
Medverkande var Lisa Nilsson, Niklas Strömstedt, Sven-Bertil Taube, Jenny Berggren, Miriam Bryant, Kleerup och duon Ison & Fille (Ison Glasgow och Felipe Leiva Wenger). Inspelningen gjordes på pensionatet Grå Gåsen beläget i Burgsvik på södra Gotland.

## Avsnitt
| Nr | Huvudperson       | Sändningsdatum   | Tittarsiffror |
| -- | ----------------- | ---------------- | ------------- |
| 1  | Niklas Strömstedt | 17 oktober 2015  | 1 627 000     |
| 2  | Sven-Bertil Taube | 24 oktober 2015  | 1 811 000     |
| 3  | Miriam Bryant     | 31 oktober 2015  | 1 662 000     |
| 4  | Jenny Berggren    | 7 november 2015  | 1 711 000     |
| 5  | Ison & Fille      | 14 november 2015 | 1 133 000     |
| 6  | Andreas Kleerup   | 21 november 2015 | 1 456 000     |
| 7  | Lisa Nilsson      | 28 november 2015 | 1 524 000     |
| 8  | Duetterna         | 5 december 2015  | 1 543 000     |
| 9  | Återträffen       | 12 december 2015 | 1 230 000     |

## Tolkningar
| - Sven-Bertil Taube — "Förlorad igen" - Ison & Fille — "Tänd ett ljus" - Jenny Berggren — "Come" (engelsk version av "Om") - Miriam Bryant — "One Last Time" (engelsk version av "Sista morgonen") - Andreas Kleerup — "I morgon är en annan dag" - Lisa Nilsson — "Vart du än går" Avslutningslåt: Ison & Fille — "Tänd ett ljus". - Niklas Strömstedt — "Nocturne" - Andreas Kleerup — "Så länge skutan kan gå" - Jenny Berggren — "Så skimrande var aldrig havet" - Lisa Nilsson — "Änglamark" - Ison & Fille — "Nu har jag fått den jag vill ha" - Miriam Bryant — "Ett sista glas" Avslutningslåt: Andreas Kleerup — "Så länge skutan kan gå". - Andreas Kleerup — "Finders keepers" - Lisa Nilsson — "Raised In Rain" - Ison & Fille — "Satellit" (svensk version av ""Satellite") - Jenny Berggren — "Push Play" - Niklas Strömstedt — "Drake" (svensk version av "Dragon") - Sven-Bertil Taube — "Serendipity". Avslutningslåt: Lisa Nilsson — "Raised in rain" - Sven-Bertil Taube — "C'est la Vie (Always 21)" - Miriam Bryant — "Life Is a Flower" - Andreas Kleerup — "Beautiful Life" - Niklas Strömstedt — "Lyckolandet" (svensk version av "Happy Nation") - Lisa Nilsson — "När kärleken tar slut" (svensk version av "The Sign") - Ison & Fille — "Allt hon vill ha" (svensk version av "All That She Wants") Avslutningslåt: Andreas Kleerup — "Beautiful Life". | - Jenny Berggren — "Lever så här" - Lisa Nilsson — "Klippta vingar" - Niklas Strömstedt — "Länge leve vi" - Sven-Bertil Taube — Kombination av "Vi var barn då" och "Jag skrattade då" - Miriam Bryant — "Stationen" - Andreas Kleerup — "Vi gör det hela dan, varje dag" Avslutningslåt: Miriam Bryant — "Stationen". - Ison & Fille — "Och det känns i varje hjärtslag" (svensk version av "With every heartbeat") - Niklas Strömstedt — "Trenollsju" (svensk version av "3 AM") - Sven-Bertil Taube — "Rosornas gud" - Miriam Bryant — "The Only One" - Jenny Berggren — ""Älskar dig till döds" (svensk version av "Until we bleed") - Lisa Nilsson — "Thank God For Sending Demons" Avslutningslåt: Miriam Bryant — "The Only One". - Ison & Fille — "Handens fem fingrar" - Niklas Strömstedt – "Säg det igen" - Sven-Bertil Taube – "Himlen runt hörnet - Jenny Berggren – "Varje gång jag ser dig" - Andreas Kleerup – "Var är du min vän" - Miriam Bryant – "Allt jag behöver" Avslutningslåt: Ison & Fille — "Handens fem fingrar". - Miriam Bryant och Niklas Strömstedt — "Weak Heart" - Lisa Nilsson och Jenny Berggren — "Det säger ingenting om oss" - Sven-Bertil Taube & Miriam Bryant — "Som stjärnor små" - Jenny Berggren & Ison & Fille — "Air of Love" - Andreas Kleerup & Lisa Nilsson — "Longing for Lullabies" - Ison & Fille, Lisa Nilsson och Sven-Bertil Taube — "Från hjärtat" - Niklas Strömstedt och Andreas Kleerup — "Oslagbara!" |

## Listplaceringar
| Artist            | Låt                               | Topp-placering | Topp-placering    | Topp-placering |
| Artist            | Låt                               | Svensktoppen   | Sverigetopplistan |                |
| ----------------- | --------------------------------- | -------------- | ----------------- | -------------- |
| Andreas Kleerup   | "Beautiful Life"                  | —              | 60                |                |
| Andreas Kleerup   | "Imorgon är en annan dag"         | —              | 34                |                |
| Andreas Kleerup   | "Så länge skutan kan gå"          | —              | 54                |                |
| Ison & Fille      | "Allt hon vill ha"                | —              | 75                |                |
| Ison & Fille      | "Handens fem fingrar"             | —              | 66                |                |
| Ison & Fille      | "Nu har jag fått den jag vill ha" | —              | 63                |                |
| Ison & Fille      | "Tänd ett ljus"                   | —              | 30                |                |
| Jenny Berggren    | "Come"                            | —              | 54                |                |
| Lisa Nilsson      | "När kärleken tar slut"           | 6              | 53                |                |
| Lisa Nilsson      | "Raised In Rain"                  | —              | 97                |                |
| Lisa Nilsson      | "Vart du än går"                  | 3              | 22                |                |
| Miriam Bryant     | "Allt jag behöver"                | 2              | 2                 |                |
| Miriam Bryant     | "Ett sista glas"                  | 1              | 4                 |                |
| Miriam Bryant     | "Life Is a Flower"                | —              | 11                |                |
| Miriam Bryant     | "One Last Time"                   | 1              | 4                 |                |
| Miriam Bryant     | "The Only One"                    | —              | 15                |                |
| Miriam Bryant     | "Stationen"                       | —              | 6                 |                |
| Niklas Strömstedt | "Drake"                           | —              | 71                |                |
| Niklas Strömstedt | "Lyckolandet"                     | —              | 54                |                |
| Sven-Bertil Taube | "Förlorad igen"                   | 8              | 62                |                |
| Sven-Bertil Taube | "Himlen runt hörnet"              | —              | 80                |                |